# Дмитрик Володимир Андрійович
Володимир Андрійович Дмитрик (1 січня 1952, с. Тернавка Ізяславського району на Хмельниччині — 5 травня 2018) — подільський поет, прозаїк, журналіст, літературознавець; відповідальний секретар Хмельницької обласної організації Національної спілки журналістів України.

## Біографічні відомості
Народився 1 січня 1952 року в с. Тернавка Ізяславського району на Хмельниччині в сім'ї лікаря. Дитячі роки пройшли в містах Криму, Івано-Франківської, Тернопільської, Черкаської областей — за місцем роботи батька.
У 1969 році закінчив Старокостянтинівську середню школу № 2 і в тому ж році вступив на факультет культурно-освітньої роботи Харківського державного інституту культури (нині Академія культури).
У студентські роки був членом Центральної літературної студії ім. П.Тичини Спілки письменників України (м. Харків), працював статистом в Українському державному академічному театрі ім. Т. Г. Шевченка. В інституті брав активну участь в роботі наукового студентського товариства. На ХХІІ обласній науковій студентській конференції (1970 рік) виступив з науковою розвідкою «Острозька Академія та її місце в історії української національної культури XVI ст.» (рецензент — доктор історичних наук М. С. Павлюк). В цей час зібрав цінні матеріали про перебування в м. Старокостянтинові на службі у князя К. В. Острозького першодрукаря Івана Федорова.
У інституті був редактором стіннівки курсу, стінної газети факультету «КПР», на третьому курсі — обраний заступником редактора загальноінститутської газети «Культура». В 1973 році, після закінчення інституту, направлений в розпорядження Одеського обласного управління культури і працював директором Ширяєвського районного будинку культури. Згодом повернувся на Поділля. Працював методистом з репертуару Хмельницького обласного Будинку народної творчості. Дійсну військову службу проходив у Донецьку.
У 1976 році був призначений старшим інспектором управління культури Хмельницького облвиконкому. 1984-1991 рр. — старший методист Хмельницького обласного клубу-лабораторії кінолюбителів.
Брав участь у створенні десятків кінофільмів, які були відзначені на Всесоюзних та республіканських фестивалях кінотворчості в Ташкенті, Свердловську, Суздалі, Дніпропетровську. Ряд короткометражних кінострічок з історії та краєзнавства Поділля («Пилявська битва», «Садиба Самчики» та інші), які були створені за його сценарієм, придбані Хмельницьким обласним краєзнавчим музеєм і знаходяться в його фондах, а фільм про Шепетівське підпілля в роки Великої Вітчизняної війни (в співавторстві з В.Павловичем) — в Шепетівській середній школі ім. Валі Котика.
З 1991 року — на творчій роботі.
Помер 5 травня 2018 року.

## Творчість
В періодичних виданнях друкується з 1971 року. Автор понад трьохсот газетних та журнальних публікацій в республіканській, обласній (Дніпропетровщина, Харківщина, Одещина, Хмельниччина), пресі, періодичній пресі колишнього Союзу. Виступає в різних жанрах публіцистики, в основному як мистецтвознавець, літературний критик та есеїст. З 1998 р. співпрацює з міжнародним журналом «Склянка часу*Zeitglas», видається в Каневі.
Перекладався українською та німецькою мовами.

## Окремі видання
- «Ученик Садовника» (поезії, 1998);
- «Книга» (рассказ, 1998);
- «Книга» (оповідання, 1999);
- «Иду по Проскуровской» (поезії, 2000);
- «Прообраз» (статті, нариси, інтерв'ю, 2002);
- «Время верлибра» (поезії, 2006);
- «Человек, я целую имя твое» (поезії, оповідання, 2013).

## Участь у колективних виданнях та редагування
- альманах «Творче Поділля» (1993, 1998, 2003 рр.) / упорядник;
- книга «Великий Терор на Хмельниччині» (Літературна спілка «Поділля», 1997; НВП «Евріка» ТОВ, 2004) / один з упорядників і авторів, член редколегії;
- збірки «Поезія — 1997» (м. Сімферополь), три випуски / упорядник;
- антологія сучасної подільської поезії «Безсоння вишень» (2000), «Осик осінній сон» (2001) / член редколегії;
- довідник «Хмельницький в іменах. Прозаїки, поети, журналісти» (2006) / упорядник;
- антологія поезій про місто Хмельницький «Плоскирів — Проскурів — Хмельницький» (2006, 2007) / член редколегії;
- науково-документальне видання «Реабілітовані історією». Хмельницька область. Книга перша. (2008) / один з авторів;
- довідник «Хмельницький в іменах. Митці.» (2010) / один з упорядників.

## Громадська діяльність
- Член Проводу Хмельницької обласної організації Народного Руху України, 1993-1994.
- Член Хмельницької міської літературної спілки «Поділля», 1993-2006.
- Голова правління Хмельницької міської літературної спілки «Поділля», 1997-2006.
- Виконувач обов'язків редактора Хмельницької газети «Літературна громада», 1999-2006.
- Член Національної спілки журналістів України, з 2000 р.
- Відповідальний секретар Хмельницької обласної організації Національної спілки журналістів України, з 2007 р.

## Відзнаки та нагороди
- Почесна грамота Міністерства культури УРСР (1980);
- «Відмінник клубної роботи» Міністерства культури СРСР (1982);
- Почесна грамота секретаріату НСЖУ (2007, 2016);
- Лауреат Хмельницької міської премії ім. Богдана Хмельницького у галузі історико-краєзнавчих досліджень, збереження культурної спадщини (2007);
- «Золота медаль української журналістики» (2009, посвідчення 101);
- «Почесний знак НСЖУ» (2011).